# 타불라의 늑대
타불라의 늑대(Lupus in Tabula)는 보드 게임 중 하나이다. 평범한 주민 사이에 숨어든 늑대인간을 찾아내는 게임이다. 마피아로부터 파생된 게임으로 디브이 기오치가 2001년 출시하였다.

## 같이 보기
- 마피아 (게임)